# Korsisches Pony
Das Korsische Pony (korsisch: cavallu corsu oder paganacce) ist ein kleines, auf der Insel Korsika beheimatetes Reitpferd.

## Exterieur
Im Allgemeinen ist das Korsische Pony mittelgroß, dabei leicht und harmonisch gebaut und bezüglich des Typs sowohl dem Basken-Pony nahestehend, als auch orientalische Einflüsse zeigend. Es ist kompakt und steht im Quadratpferdetyp.
Der edle, ausdrucksstarke Kopf weist eine gerade Nasenlinie, lebhafte Augen sowie kurze, spitz zulaufende und eng beieinanderstehende Ponyohren auf und ist deutlich orientalisch geprägt. Der gut angesetzte und wohlgeschwungene Hals ist eher breit und kräftig, entspringt dabei einer zumeist gut gelagerten Schulter. Die Brust ist eher schmal. An den kurzen, kräftigen Rücken mit deutlich markiertem Widerrist schließt eine abschüssige Kruppe, die meist etwas kurz und spitz geraten ist, an. Das feine Fundament ist ausgesprochen trocken, gelegentlich fehrlerhaft gestellt, vorne zehenweit, hinten kuhhessig. Die guten, eisenharten Hufe sind klein und schmale und weisen zudem hohe Trachten auf.
Das Fell ist von brauner, schwarzbrauner oder schwarzer Farbe. Sehr selten treten auch Füchse und Schimmel auf. Weiße Abzeichen sind nur wenig verbreitet. Gelegentlich kann ein Aalstrich auftreten.
Der Rassestandard sieht eine Widerristhöhe von 130 bis 152 cm vor. Das Körpergewicht soll zwischen 300 und 400 kg liegen. Die durchschnittlichen Werte liegen bei 140 cm Stockmaß und einem Gewicht von 350 Kilogramm.

## Mechanik
In allen drei Grundgangarten bewegen sich die Korsischen Ponys fördernd, energisch und fleißig, auffällig sind die sehr guten Springanlagen. Durch Anpassung an seinen gebirgigen Lebensraum konnte sich das Korsische Pony eine hohe Trittsicherheit aneignen.

## Interieur
An die karge, gebirgige Topographie der Insel angepasst, ist die Pferderasse ausgesprochen genügsam, zäh und anspruchslos, dabei ausdauernd, kräftig, wendig und schnell. Zudem sind Rassevertreter für ihre Leistungsbereitschaft und -fähigkeit sowie die Langlebigkeit, Fruchtbarkeit und gesunde Konstitution bekannt.

## Verwendung
Historisch für landwirtschaftliche Tätigkeiten jeglicher Art genutzt, aber auch als Reit- und Droschkenpferd verwendet, ist das Pony heute an alle möglichen Formen des Freizeitreitens angepasst, wobei der Tourismus das Hauptmotiv für die Aufrechterhaltung seiner Aufzucht ist. Daneben wird es für die Working-Equitation, das Wander- und Distanzreiten eingesetzt, gelegentlich trifft man es auch auf Reiterhöfen als Schulpferd an. Auch beim Polo soll es geritten werden.
Schon seit antiker Zeit werden auf der bodenständigen Zucht mit Eselhengsten mittlerer Größe leichte Maultiere als Saumpferde gezüchtet.

## Geschichte
Obgleich Korsika politisch zu Frankreich gehört, so ist die Pferdezucht auf der Mittelmeerinsel historisch deutlich von der italienischen beeinflusst worden.
Die Einwanderung der Rasse auf die Insel vollzog sich in mehreren Phasen und ist im Wesentlichen auf den Menschen zurückzuführen. In den vergangenen Jahrhunderten wurde das kleine geschickte Pferd von den Einheimischen geritten, eingespannt und für verschiedene Aufgaben eingesetzt. Es war darüber hinaus das bevorzugte Reittier von Napoleon I., seine Qualitäten wurden später in mehreren Reisebeschreibungen hervorgehoben.
Die Mechanisierung der Landwirtschaft und des Transportwesens hätten das Korsische Pony beinahe vollständig verdrängt. Ende des 20. Jahrhunderts wurden jedoch eine Reihe von Initiativen für seine Erhaltung ins Leben gerufen. Dank der Organisation u Cavallu Corsu und auf der Basis von acht Zuchthengsten wurde es schließlich im Jahre 2012 in Frankreich offiziell als Rasse anerkannt.
Das Stutbuch besteht seit 2012.
Das Korsische Pony ist untrennbar mit der kulturellen Identität seiner Heimatinsel verbunden.

### Bestand
Das Domestic Animal Diversity Information System der Ernährungs- und Landwirtschaftskommission der Vereinten Nationen gibt einen Gesamtbestand von 241 Zuchttieren an, davon 169 Stuten und 30 Hengste und stuft die Pferderasse als „gefährdet“ ein (Stand: 2018). Der Zuchtverband gibt für dasselbe Jahr 27 gedeckte Stuten und 9 aktive Zuchthengste an.